# Кхо (буква)

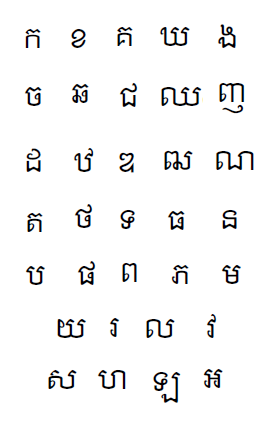

Кхо — ឃ, 4-я буква кхмерского слогового алфавита, принадлежит к группе «О» и обозначает велярный согласный, который читается с придыханием перед гласными и без аспирации в начале кластера из нескольких согласных. В сингальском пали соответствует букве махапрана гаянна, в тайском пали соответствует букве кхоракханг, в бирманском пали соответствует гаджи.
Символ юникода — U+1783.
Двойные согласные записываются с помощью символа   ្ឃ = ្ + ឃ .   

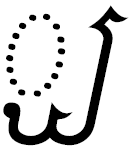
Тьенг «кхо»